# Porsche 961
Porsche 961 är en sportvagn, tillverkad av den tyska biltillverkaren Porsche 1986.

## Bakgrund
Porsche byggde 959:an enligt FIA:s grupp B-reglemente och tävlade med den i Dakarrallyt, men Porsches intressen ligger främst i racing. Därför byggde man även en sportvagn för att utvärdera 959:ans potential på det området.

## Porsche 961
Porsche 961 byggdes enligt amerikanska International Motor Sports Associations GTX-reglemente. Bilens tunga fyrhjulsdriftssystem och dess ogynnsamma luftmotstånd gjorde att den aldrig kunde konkurrera med sportvagnsprototyper. Bilen debuterade i Le Mans 24-timmars 1986. Därefter togs den till USA och Daytona International Speedway för att tävla i IMSA GT Championship, men den visade sig ha problem med de bankade amerikanska ovalbanorna. Porsche lyckades inte intressera några kunder för modellen och efter ett sista framträdande på Le Mans 1987 lades projektet ned.

## Tekniska data
| Tekniska data           | Porsche 961                                                           |
| ----------------------- | --------------------------------------------------------------------- |
| Motor:                  | 6-cylindrig boxermotor med biturbo                                    |
| Kylning:                | Luftkylning, cylinderhuvuden med vätskekylning                        |
| Cylindervolym:          | 2849 cm³                                                              |
| Borrning x slaglängd:   | 95,0 x 67,0 mm                                                        |
| Max effekt vid varvtal: | 680 hk vid 7 800 v/min                                                |
| Max. vridmoment:        | 656 Nm                                                                |
| Kompression:            | 9,1 : 1                                                               |
| Ventilstyrning:         | Dubbla överliggande kamaxlar per cylinderrad, 4 ventiler per cylinder |
| Bränslesystem:          | Bosch bränsleinsprutning                                              |
| Kraftöverföring:        | 6-växlad växellåda, fyrhjulsdrift                                     |
| Hjulupphängning:        | Dubbla tvärlänkar, skruvfjädrar, krängningshämmare                    |
| Bromsar:                | Ventilerade skivbromsar                                               |
| Chassi & kaross:        | Självbärande stålkaross                                               |
| Hjulbas:                | 2273 mm                                                               |
| Torrvikt:               | 1170 kg                                                               |
| Toppfart:               | 340 km/h                                                              |

## Tävlingsresultat
René Metge och Claude Ballot-Léna tog in bilen på en sjundeplats på Le Mans 24-timmars 1986, ett år då Porsche fick in nio bilar bland de tio första. Det räckte till en klasseger, men å andra sidan var de också ensamma i GTX-klassen. Nästa tävling var den avslutande deltävlingen i IMSA GT, Daytona 3-timmars. Efter två punkteringar lyckades Günter Steckkönig och Kees Nierop komma i mål på en total 24:e plats och 11:a i GTP-klassen.
Modellens sista tävling blev Le Mans 1987, där René Metge, Claude Haldi och Kees Nierop tvingades bryta efter 17 timmar.